# ATP Lyon Open 2022
ATP Lyon Open 2022 (còn được biết đến với Open Parc Auvergne-Rhône-Alpes Lyon) là một giải quần vợt nam thi đấu trên mặt sân đất nện ngoài trời. Đây là lần thứ 5 Giải quần vợt Lyon Mở rộng được tổ chức và là một phần của ATP Tour 250 trong ATP Tour 2022. Giải đấu diễn ra ở Lyon, Pháp, từ ngày 15 đến ngày 21 tháng 5 năm 2022.

## Điểm và tiền thưởng

### Phân phối điểm
| Sự kiện | VĐ  | CK  | BK | TK | Vòng 1/16 | Vòng 1/32 | Q  | Q2 | Q1 |
| Đơn     | 250 | 150 | 90 | 45 | 20        | 0         | 12 | 6  | 0  |
| Đôi     | 250 | 150 | 90 | 45 | 0         | —         | —  | —  | —  |

### Tiền thưởng
| Sự kiện | VĐ      | CK      | BK      | TK      | Vòng 1/16 | Vòng 1/32 | Q2     | Q1     |
| Đơn     | €41,145 | €29,500 | €21,000 | €14,000 | €9,000    | €5,415    | €2,645 | €1,375 |
| Đôi*    | €15,360 | €11,000 | €7,250  | €4,710  | €2,760    | —         | —      | —      |

*mỗi đội

## Nội dung đơn

### Hạt giống
| Quốc gia | Tay vợt             | Xếp hạng1 | Hạt giống |
| -------- | ------------------- | --------- | --------- |
| GBR      | Cameron Norrie      | 11        | 1         |
| ESP      | Pablo Carreño Busta | 18        | 2         |
| FRA      | Gaël Monfils        | 21        | 3         |
| AUS      | Alex de Minaur      | 22        | 4         |
|          | Karen Khachanov     | 24        | 5         |
|          | Aslan Karatsev      | 35        | 6         |
| ARG      | Sebastián Báez      | 37        | 7         |
| ESP      | Pedro Martínez      | 40        | 8         |

- Bảng xếp hạng vào ngày 9 tháng 5 năm 2022.[2]

### Vận động viên khác
Đặc cách:
- Hugo Gaston
- Lucas Pouille
- Jo-Wilfried Tsonga

Bảo toàn thứ hạng:
- Aljaž Bedene

Vượt qua vòng loại:
- Grégoire Barrère
- Tomás Martín Etcheverry
- Manuel Guinard
- Gilles Simon

Thua cuộc may mắn:
- Michael Mmoh
- Yosuke Watanuki

### Rút lui
Trước giải đấu
- Benjamin Bonzi → thay thế bởi  Yosuke Watanuki
- David Goffin → thay thế bởi  Holger Rune
- Gaël Monfils → thay thế bởi  Michael Mmoh
- Lorenzo Musetti → thay thế bởi  Kwon Soon-woo

## Nội dung đôi

### Hạt giống
| Quốc gia | Tay vợt         | Quốc gia | Tay vợt         | Xếp hạng1 | Hạt giống |
| -------- | --------------- | -------- | --------------- | --------- | --------- |
| CRO      | Ivan Dodig      | USA      | Austin Krajicek | 67        | 1         |
| ARG      | Máximo González | BRA      | Marcelo Melo    | 72        | 2         |
| BEL      | Sander Gillé    | BEL      | Joran Vliegen   | 97        | 3         |
| SWE      | André Göransson | JPN      | Ben McLachlan   | 105       | 4         |

- Bảng xếp hạng vào ngày 9 tháng 5 năm 2022.

### Vận động viên khác
Đặc cách:
- Ugo Blanchet /  Albano Olivetti
- Ugo Humbert /  Tristan Lamasine

Thay thế:
- Jonathan Eysseric /  Adrian Mannarino
- Max Schnur /  Artem Sitak

### Rút lui
- Daniel Altmaier /  Oscar Otte
- Francisco Cerúndolo /  Federico Coria → thay thế bởi  Max Schnur /  Artem Sitak

## Nhà vô địch

### Đơn
- Cameron Norrie đánh bại  Alex Molčan, 6–3, 6–7(3–7), 6–1

### Đôi
- Ivan Dodig /  Austin Krajicek đánh bại  Máximo González /  Marcelo Melo, 6–3, 6–4